# Callipseustes
Callipseustes is een geslacht van vlinders van de familie spanners (Geometridae), uit de onderfamilie Ennominae.

## Soorten
- C. bivittata Warren, 1907
- C. convergens Warren, 1907
- C. curvilinea Dognin, 1910
- C. hocina Dognin, 1899
- C. latiorata Warren, 1902
- C. parambicola Warren, 1900
- C. peninsulata Warren, 1907
- C. reflexa Prout, 1910
- C. semifimbriata Warren, 1907
- C. strigosa Warren, 1904
- C. subsignata Warren, 1904
- C. trisecta Warren, 1907
- C. variegata Bastelberger, 1908